# Viran (Arieja)
Viran (en francès Vira) és un municipi francès situat al departament de l'Arieja i a la regió d'Occitània.